# Edificio Basurto

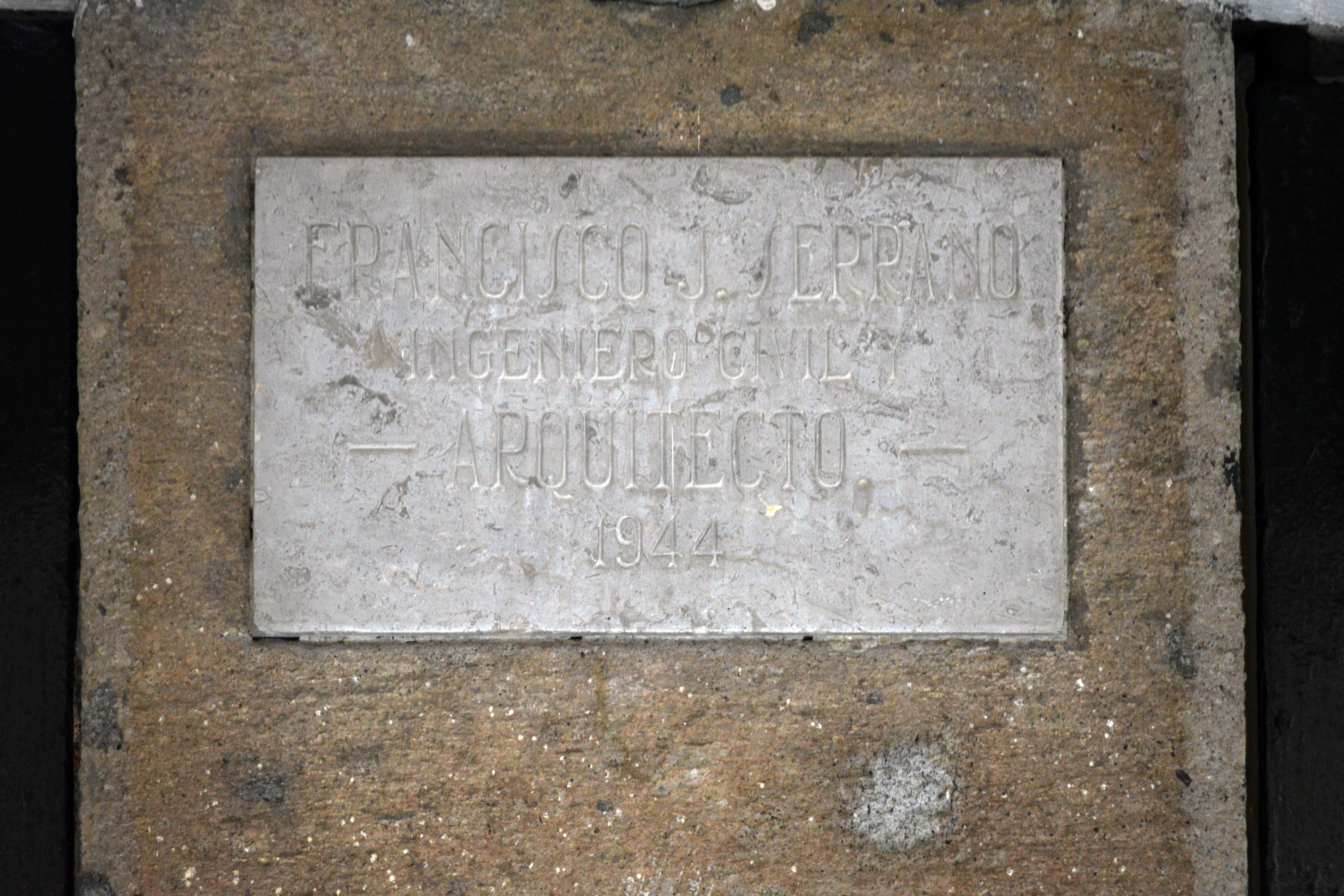
Placa donde se consigna la autoría de Serrano

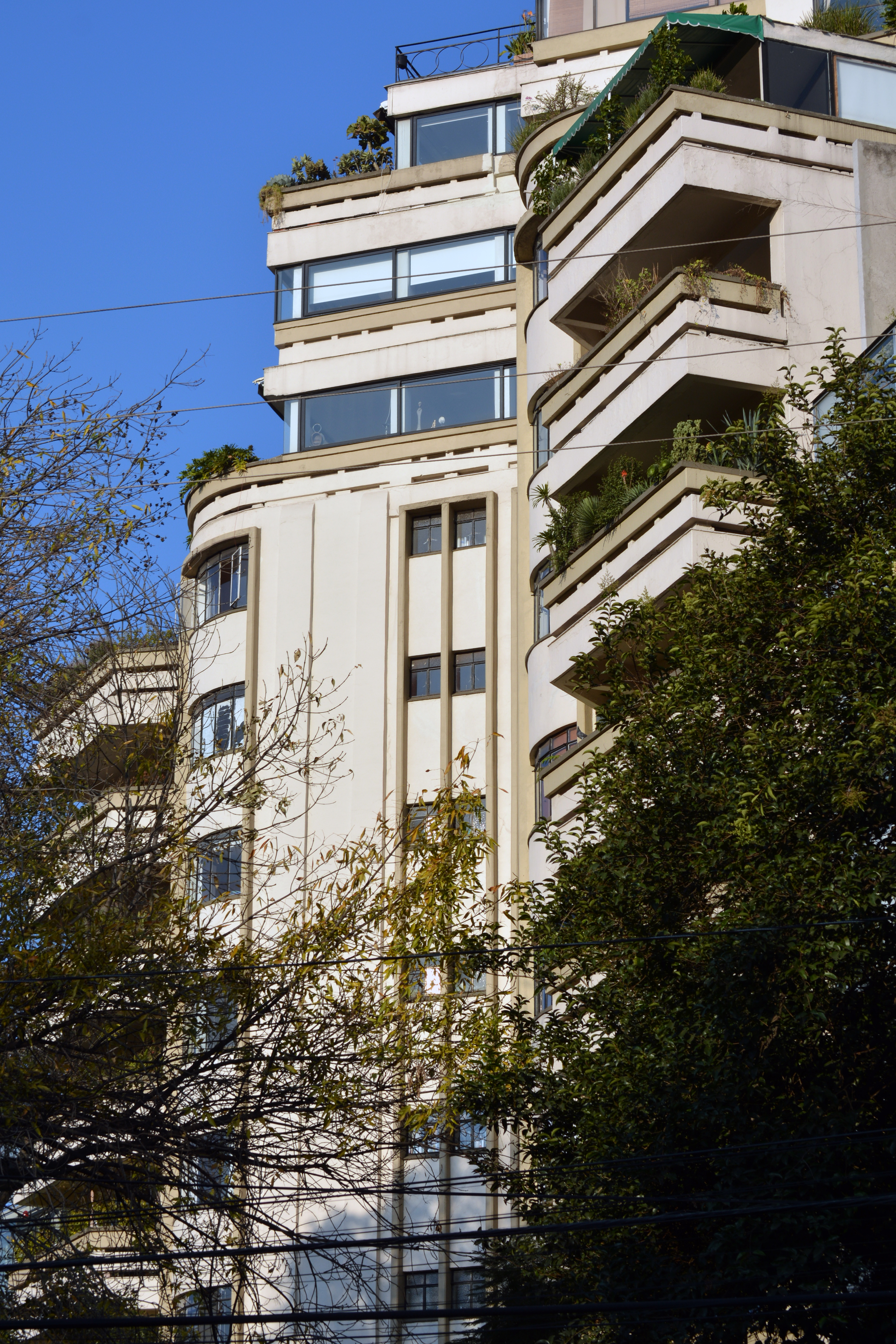
Otra vista de la fachada

El Edificio Basurto es un edificio de la colonia Condesa en la Ciudad de México obra de Francisco J. Serrano, construido entre 1940 y 1945. Su estilo, posterior al art deco con el que fueron construidos algunos edificios de la zona, ha sido destacado por diversas investigaciones. Tiene catorce pisos, algo inusual para la época en la que fue construido en la zona y en la ciudad donde se ubica. El edificio está sobre Avenida México, a media cuadra de Parque México al sur y de Plaza Popocatépetl al norte.

## Historia
El edificio Basurto fue edificado a partir de 1940 en los terrenos de un hombre apellidado así, el cual tenía dimensiones irregulares al ser más estrecho el frente que el fondo. El arquitecto planeó a solicitud de quien lo ordenó, que el edificio tuviera distintas orientaciones. Serrano lo solucionó haciendo una planta de cruz latina que le dio al edificio vistas hacia el noreste, noroeste, sureste y suroeste. A nivel de ingeniería, el edificio fue hecho de concreto armado debido a la sismicidad de la ciudad, y de esta manera tener los catorce niveles planeados. Tal altura no era habitual en las edificaciones de la zona.
La fachada del edificio fue construida con el uso de elementos curvos y rectilíneos, lo cual acentúa su sentido ascensional y su estilo modernista, post art deco.
En cada uno de los pisos fueron dispuestos cuatro departamentos, y en la primera planta fueron dispuestos locales comerciales. En la intersección de la planta de cruz latina fue dispuesta una escalera helicoidal, la cual es uno de los elementos más reseñados por las investigaciones en torno a este edificio.